# Grigori Potjomkin

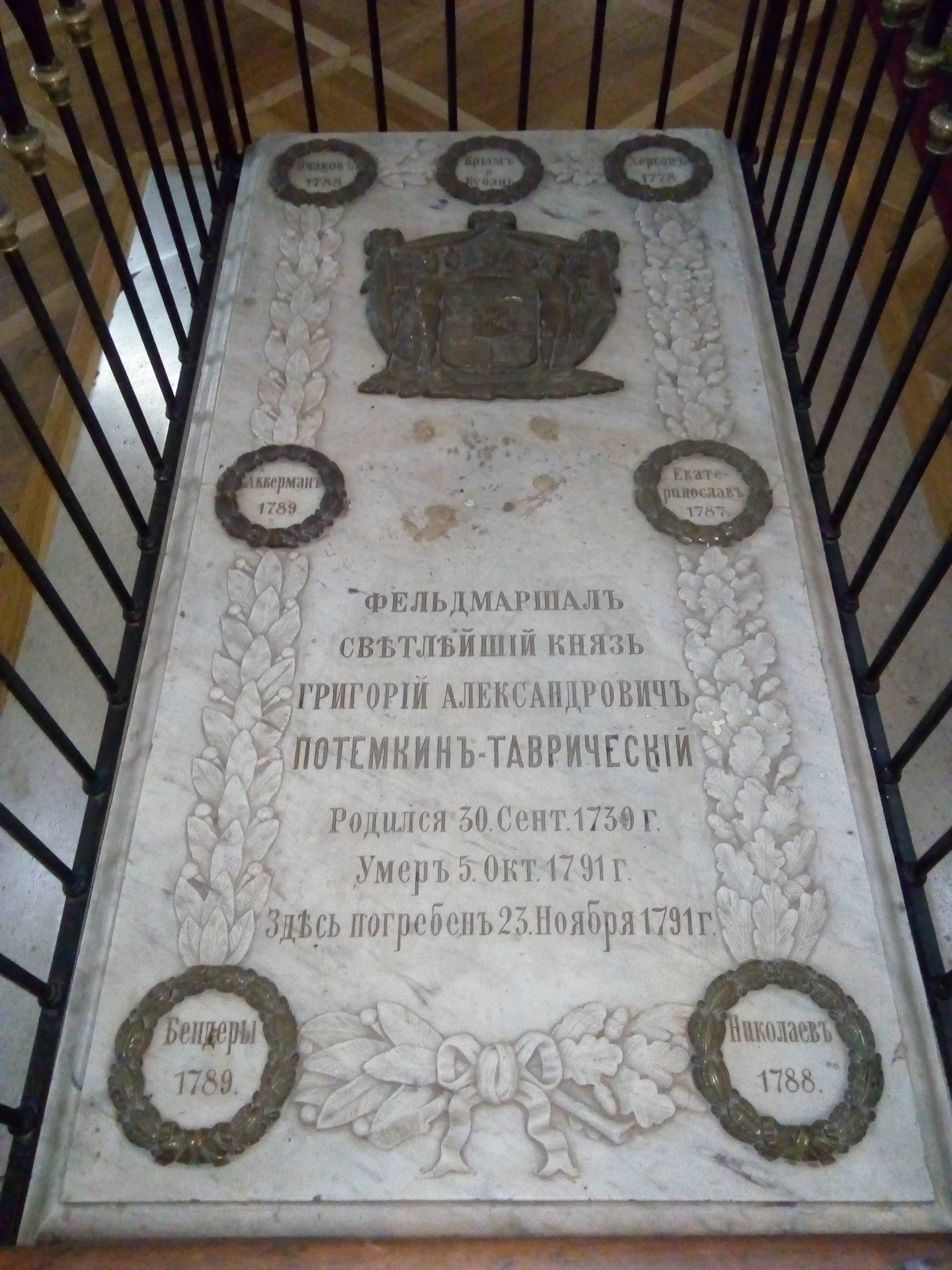
Zijn in 2022 geschonden graf in Cherson

Grigori Aleksandrovitsj Potjomkin (ook: Potemkin, Russisch: Григорий Александрович Потёмкин) (24 september (OS: 13 september) 1739) – 16 oktober (OS: 5 oktober) 1791) was een Russische prins, maarschalk, staatsman en favoriet van Catherina II de Grote. Hij is vooral bekend om zijn pogingen de steppen van de Zuid-Oekraïne te koloniseren, die na het Verdrag van Küçük Kaynarca (1774) naar Rusland waren overgegaan. Steden gesticht door Potjomkin zijn onder andere Cherson, Mikolajev, Sebastopol, en Jekaterinoslav (nu Dnipro).

## Biografie
Grigori Potjomkin was een verre verwant van de Moskovitische diplomaat Pjotr Potjomkin. Hij werd geboren als de zoon van de oorlogsveteraan Alexander Potjomkin en zijn vrouw Daria in een dorp nabij Smolensk. In 1746 overleed Alexander Potjomkin en daarop nam Daria de leiding over de familie. Voor de carrière van haar zoon verhuisde de familie naar Moskou. Aldaar ging Grigori Potjomkin naar het gymnasium en vervolgens naar de Universiteit van Moskou. Op elfjarige leeftijd, in 1750, nam hij ook dienst in het leger. Op de universiteit blonk hij uit in Grieks en theologie en in 1757 maakte hij deel uit van een studentendelegatie die Sint-Petersburg dat jaar bezocht, maar doordat hij te weinig studeerde werd van de universiteit gestuurd en nam hij opnieuw dienst in het leger.
Op 28 juni 1762 leidde Catharina de Grote een paleiscoup tegen haar echtgenoot Peter III van Rusland. Toen ze op het op het punt stond om de keizerlijke garde te leiden in de coup bleek ze haar dragonne, een riem om haar zwaard aan het zadel vast te maken, te zijn vergeten. Potjomkin snelde vervolgens op haar toe en droeg aan haar de zijne over. Nadat de coup was geslaagd beloonde de tsarina Potjomkin. Hij werd bevorderd tot luitenant en kreeg 600 horigen en 18.000 roebel.
Na een aantal maanden keerde Potjomkin terug naar het keizerlijk hof en op aandringen van zijn vrienden imiteerde hij Catharina de Grote in haar bijzijn. De keizerin moest hierom lachen en weldra zou Potjomkin uitgroeien tot haar kamerheer en adviseur en later tot haar geliefde. Hij vocht vervolgens aan het front van de Russisch Turkse Oorlog en de Poegatsjov-opstand.
In 1776 kwam het tot een scheiding tussen Potjomkin en Catharina de Grote. Hij behield zijn politieke functies en werd ruimhartig afgekocht. In totaal kreeg hij naar schatting van Catharina in heel zijn leven een bedrag van 53 miljoen roebel. Vanaf 1782 verbleef hij aan de Zwarte Zee waar hij een grote oorlogsvloot liet bouwen en een jaar later lijfde hij ook de Krim in. Hier liet hij het gebied koloniseren en stichtte diverse steden en dorpen.
Door het voortdurend heen en weer reizen verslechterde de gezondheid van Potjomkin. In 1791 overleed hij tijdens een van zijn tochten nabij Jassy. Na het nieuws van zijn overlijden stortte Catharina de Grote in en bleef zij tot haar dood, vijf jaar later, om hem treuren.
Potjomkin lag tot 2022 begraven in de Catharinakathedraal in Cherson, Oekraïne. In oktober 2022, tijdens de Russische invasie van Oekraïne, verwijderde Rusland zijn beenderen uit het graf onder het mom van de evacuatie van de stad.

## Potemkindorpen
In 1787 kwam Catharina de Grote een bezoek brengen aan de zuidelijke gebieden waar Potjomkin de baas was. In goud en paars geschilderde galeien zakte hij met haar de Dnjepr af en toonde haar prachtige versierde dorpen. Na haar terugkeer beweerde de Duitse diplomaat Georg von Helbig, die niet was mee geweest op de reis, dat Potjomkin aan de tsarina "Potemkin-dorpen" had laten zien: nepplaatsen die alleen bestonden uit houten façades. Hij schreef hier een artikel over in een Duits tijdschrift dat in de negentiende eeuw ook in het Engels en Frans vertaald werd. Façades als deze heten sindsdien Potemkingevels, het begrip Potjomkindorpen (of Potemkindorpen) staat voor een dunne façade die inhoudsloosheid moet verbloemen. Deze bewering werd vooral gedaan door mensen die nooit naar het zuiden getrokken waren. De geruchten deden zelfs al de ronde vooraleer Catharina de Grote Sint-Petersburg had verlaten voor haar zuidelijke trip naar Potjomkin. Daarbij was ook de erfopvolger van Catharina, de latere tsaar Paul, vastbesloten dat Potjomkin een potsierlijke fantast was. De Europese vijanden van Rusland hoopten dat de macht van Rusland over de nieuw verworven gebieden in Oekraïne illusoir zou blijken.

## Militaire loopbaan
- Korporaal: 26 augustus 1757
- Korporaal der Eerste Klasse: 11 januari 1759
- Onderofficier: 30 juli 1759
- Sergeant: 1761
- Tweede luitenant: 11 december 1762
- Luitenant-kolonel: maart 1774
- Gouverneur-generaal: 1774
- Generaal-majoor:
- Luitenant-generaal:[1]
- Veldmaarschalk: november 1783

## Onderscheidingen
- Prins (Svetlejsji kniaz)
- Orde van Sint-Anna in 1770
- Orde van Sint-George
  - 1e klasse op 16 december 1788
  - 2e klasse op 26 november 1775
  - 3e klasse op 27 juli 1770
- Alexander Nevski-orde in 1774
- Gouden zwaard met Diamanten op 7 oktober 1774
- Portret van de keizerin om te worden gedragen op de borst op 7 oktober 1774
- Orde van Sint-Andreas de Eerstgeroepene op 25 december 1774
- Orde van Sint-Vladimir
  - 1e klasse op 22 september 1782
- Orde van de Witte Adelaar
- Orde van Sint-Stanislaus
- Orde van de Zwarte Adelaar
- Ridder in de Orde van de Olifant
- Orde van de Serafijnen op 29 april 1776